# Doug Rollerson
Doug Rollerson (ur. 14 maja 1953 w Auckland, zm. 3 maja 2017 tamże) – nowozelandzki rugbysta grający w formacji ataku, reprezentant kraju, działacz sportowy.

## Życiorys
W rugby zaczął grać w wieku czterech lat w Ardmore Club, następnie zmienił dyscyplinę na piłkę nożną, gdzie został kapitanem drużyny U-12 Wyspy Północnej. Uczęszczał do Cosgrove Primary i Papakura Intermediate, zaś podczas nauki w Wesley College był wybierany do zespołów reprezentujących region w rugby union, krykiecie, tenisie i lekkoatletyce. Studiował następnie na Massey University w Palmerston North oraz grał w Massey University RFC.
W barwach regionalnej drużyny Manawatu rozegrał, także jako kapitan, dziewięćdziesiąt jeden spotkań, walnie przyczyniając się do zdobycia Ranfurly Shield po raz pierwszy w historii oraz triumfu w National Provincial Championship 1980.
Od roku 1975 uczestniczył w sprawdzianach nowozelandzkiej reprezentacji, a w latach 1976–1981 rozegrał w niej dwadzieścia cztery spotkania, w tym osiem testmeczów. Zaliczył także dziewięć meczów w barwach New Zealand Universities, w tym zwycięstwo nad British and Irish Lions podczas tournée w 1977 oraz dwanaście dla NZ Juniors. 
Jego grę charakteryzowała pewna gra ręką, dokładność taktycznych kopów, był także szybkim i zwinnym atakującym oraz solidnym obrońcą.
W latach 1979–1980 grał kolejno w USA (Los Angeles Rugby Club i Vail RC) oraz w Wielkiej Brytanii (London New Zealand i Middlesex) przeważnie jako obrońca. Po przejściu do zawodowego rugby league spędził dwa lata w klubie North Sydney Bears.
Był również działaczem sportowym, od 1997 roku przez sześć lat zarządzał North Harbour Rugby Union. W czasie jego kadencji związek otrzymał 1,9 miliona NZD z maszyn hazardowych, a z tej kwoty około jednego miliona NZD trafiło w postaci faktur za usługi consultingowe, szkoleniowe, budowlane itp. do właścicieli sieci barów, w których one się znajdowały. W lutym 2009 roku został uznany winnym świadomego akceptowania fałszywych faktur, uniknął jednak dalszej kary, gdyż prowadzący sprawę sędzia – podkreślając jego zaangażowanie w sprawy społeczności lokalnej i fakt nie odniesienia korzyści majątkowej – uznał za taką koszt emocjonalny i finansowy związany z oszustwem. Prócz stu tysięcy NZD wydanych na obrońców, w tym samym czasie nieudane inwestycje dodatkowo kosztowały go bowiem dwa domy, łódź, udziały oraz spadek po rodzicach.
Na początku 2010 roku został zdiagnozowany u niego rak prostaty, który następnie okazał się nieoperacyjny. Pierwotna diagnoza dawała mu trzy miesiące życia, zmarł po siedmioletniej walce z nowotworem.
Żonaty z Janine, trójka dzieci – Ian, Mark i Kate.